# Antimachos II. Nikephoros

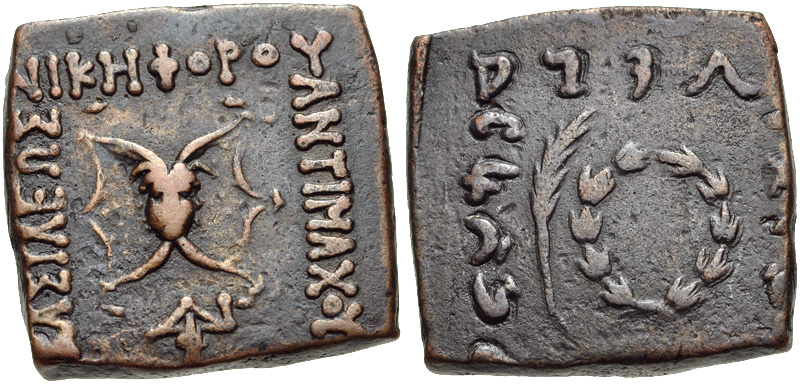
Münze von Antimachos II. Nikephoros mit Gorgone und Inschrift in Kharoshthi auf der Rückseite

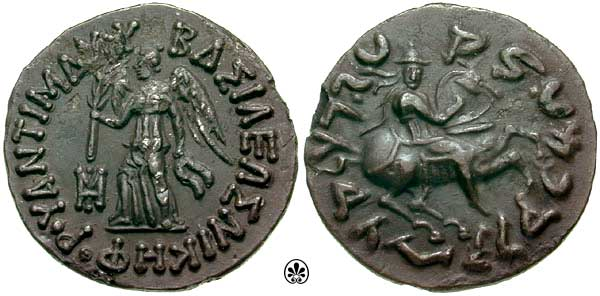
Münze von Antimachos II. Nikephoros mit Nike und Reiter Inschrift in Kharoshthi auf der Rückseite

Antimachos II. Nikephoros war ein griechisch-baktrischer König. Er ist so gut wie nur von seinen zahlreichen Münzen bekannt, die jedoch nie sein Bildnis zeigen. Auf ihnen erscheint stattdessen eine Gorgone und ein Lorbeerkranz und auf anderen Münzreihen eine Nike und ein König auf einem Pferd. Antimachos II. Nikephoros regierte vielleicht in indischen Provinzen, vor allem Arachosien ist vorgeschlagen worden, da dort viele seiner Münzen gefunden wurden. Für diesen Herrschaftsbereich mag auch die Gestaltung der Münzen sprechen, die keine Porträts zeigen, was typisch für indische Prägungen ist.
Antimachos II. ist jedoch auch von einem Steuerbeleg bekannt, der sich heute in Oxford befindet, in dessen Datierung er zusammen mit Antimachos I. (etwa 185 bis 170 v. Chr.) und einem sonst unbekannten König Eumenes genannt wird. Antimachos II. Nikephoros regierte demnach zumindest für eine gewisse Zeit zusammen mit diesen beiden Herrschern. Bevor dieser Steuerbeleg publiziert wurde, wurde er meist etwas später angesetzt.